# Orimarga (Orimarga) amaurospila
Orimarga (Orimarga) amaurospila is een tweevleugelige uit de familie steltmuggen (Limoniidae). De soort komt voor in het Oriëntaals gebied.